# Matteo Di Giusto
Matteo Emilio Di Giusto (* 18. August 2000 in Wetzikon) ist ein Schweizer Fussballspieler, der seit Sommer 2025 beim FC Luzern unter Vertrag ist.

## Karriere

### Vereine
Di Giusto begann seine Laufbahn in der Jugend des FC Wagen, bevor er sich dem FC Wettingen anschloss. Nach einer Station beim FC Baden wechselte er 2015 zum FC Zürich, bei dem er 2018 in die drittklassige Zweitmannschaft befördert wurde. Sein Debüt in der Promotion League gab er am 4. August 2018 beim 2:1 gegen den FC Münsingen, als er in der 76. Minute für Yannick Kouamé eingewechselt wurde. Zur Saison 2018/19 wurde er nach Deutschland in die U19 des SC Freiburg ausgeliehen. In der U-19-Bundesliga Süd/Südwest kam er bis Saisonende zu 20 Einsätzen für den SCF, in denen er sieben Tore erzielte.
Nach der Rückkehr in die zweite Mannschaft des FCZ absolvierte er in der folgenden Saison 16 Partien in der Promotion League, wobei er drei Mal traf. Am 24. August 2019 gab er zudem sein Debüt für die erste Mannschaft in der Super League beim 0:4 gegen den BSC Young Boys, als er zur zweiten Halbzeit für Assan Ceesay eingewechselt wurde. Dies blieb aber sein einziger Einsatz für das erstklassige Team der Zürcher.
Im Sommer 2020 verpflichtete ihn der liechtensteinische Hauptstadtklub FC Vaduz. Sein Debüt für den FCV in der Super League gab er am 20. September 2020 (1. Spieltag) beim 2:2 gegen den FC Basel, als er in der 76. Minute für Tunahan Çiçek ins Spiel kam.
Im Juni 2022 wurde Di Giusto, dessen Vertrag in Vaduz noch ein Jahr gelaufen wäre, vom Super-League-Aufsteiger FC Winterthur verpflichtet; er unterzeichnete bei den Löwen gleich einen Vierjahresvertrag.

### Nationalmannschaften
Di Giusto bestritt jeweils zwei Spiele für die Schweizer U16- sowie die U17-Nationalmannschaft. Im Juni 2019 spielte er zudem einmal für die U20-Auswahl. Ab 2021 war er für die U21-Nationalmannschaft aktiv und bestritt mit ihr bis 2023 zehn Spiele. Mit der Mannschaft nahm er 2023 an der U21-Europameisterschaft teil, bei der das Team im Viertelfinale gegen Spanien ausschied.

## Erfolge
- Liechtensteiner Cup: 2022